# Fernando Lewis
Fernando Lewis (Den Haag, 31 januari 1993) in een voormalig Nederlands-Arubaans profvoetballer die doorgaans als verdediger speelde.

## Clubcarrière
Lewis maakte op 20 oktober 2011 zijn debuut in het betaald voetbal in het shirt van AZ. Daarmee nam hij het die dag op tegen Austria Wien tijdens een wedstrijd in de Europa League, als invaller voor Roy Beerens. In de laatste wedstrijd van het seizoen 2011/2012 tegen FC Groningen liep Lewis een blessure op die hem zes maanden weerhield van spelen. Hij speelde geen wedstrijd in het daaropvolgende seizoen, maar in het seizoen 2013/14 was hij vijfmaal actief.
AZ verhuurde Lewis op 8 augustus 2014 aan Go Ahead Eagles. Twee dagen later maakte hij daarvoor zijn debuut, in een competitiewedstrijd tegen FC Groningen (2–3 verlies). Na 68 minuten verving hij Alex Schalk. AZ verhuurde Lewis op 24 januari 2015 voor de rest van het seizoen aan FC Dordrecht.
Na deze verhuurperiode keerde hij terug bij AZ, maar mede door een lange afwezigheid vanwege een hamstringblessure, kwam hij bij AZ weinig aan spelen toe. Nadat bekend werd dat zijn contract niet werd verlengd, tekende hij op 9 mei 2017 bij Willem II

## Clubstatistieken
| Seizoen                                               | Club              | Competitie      | Competitie | Competitie | Beker | Beker | Internationaal | Internationaal | Overig | Overig | Totaal | Totaal |
| Seizoen                                               | Club              | Competitie      | Wed.       | Dlp.       | Wed.  | Dlp.  | Wed.           | Dlp.           | Wed.   | Dlp.   | Wed.   | Dlp.   |
| ----------------------------------------------------- | ----------------- | --------------- | ---------- | ---------- | ----- | ----- | -------------- | -------------- | ------ | ------ | ------ | ------ |
| 2011/12                                               | AZ                | Eredivisie      | 2          | 0          | 1     | 0     | 1              | 0              | 0      | 0      | 4      | 0      |
| 2012/13                                               | AZ                | Eredivisie      | 0          | 0          | 0     | 0     | 0              | 0              | 0      | 0      | 0      | 0      |
| 2013/14                                               | AZ                | Eredivisie      | 5          | 0          | 1     | 2     | 2              | 0              | 0      | 0      | 8      | 2      |
| Club totaal                                           | Club totaal       | Club totaal     | 7          | 0          | 2     | 2     | 3              | 0              | 0      | 0      | 12     | 2      |
| 2014                                                  | → Go Ahead Eagles | Eredivisie      | 17         | 2          | 2     | 0     | 0              | 0              | 0      | 0      | 19     | 2      |
| Club totaal                                           | Club totaal       | Club totaal     | 17         | 2          | 2     | 0     | 0              | 0              | 0      | 0      | 19     | 2      |
| 2015                                                  | → FC Dordrecht    | Eredivisie      | 7          | 0          | 0     | 0     | 0              | 0              | 0      | 0      | 7      | 0      |
| Club totaal                                           | Club totaal       | Club totaal     | 7          | 0          | 0     | 0     | 0              | 0              | 0      | 0      | 7      | 0      |
| 2015/16                                               | AZ                | Eredivisie      | 1          | 0          | 0     | 0     | 1              | 0              | 0      | 0      | 2      | 0      |
| 2016/17                                               | AZ                | Eredivisie      | 1          | 0          | 2     | 0     | 1              | 0              | 0      | 0      | 4      | 0      |
| Club totaal*                                          | Club totaal*      | Club totaal*    | 9          | 0          | 4     | 2     | 5              | 0              | 0      | 0      | 18     | 2      |
| 2017/18                                               | Willem II         | Eredivisie      | 27         | 0          | 4     | 0     | 0              | 0              | 0      | 0      | 31     | 0      |
| 2018/19                                               | Willem II         | Eredivisie      | 26         | 2          | 4     | 0     | 0              | 0              | 0      | 0      | 29     | 2      |
| 2019/20                                               | Willem II         | Eredivisie      | 3          | 0          | 0     | 0     | 0              | 0              | 0      | 0      | 3      | 0      |
| Club totaal                                           | Club totaal       | Club totaal     | 56         | 2          | 8     | 0     | 0              | 0              | 0      | 0      | 64     | 2      |
| Carrière totaal                                       | Carrière totaal   | Carrière totaal | 89         | 4          | 14    | 2     | 5              | 0              | 0      | 0      | 108    | 6      |
| *Totaal aantal wedstrijden voor AZ over twee periodes |                   |                 |            |            |       |       |                |                |        |        |        |        |

Bijgewerkt op 18 augustus 2019.

## Erelijst
AZ
- KNVB beker

2012/13